# Miha Maleš
Miha Maleš, slovenski slikar, * 6. januar 1903, Jeranovo pri Kamniku, † 24. junij 1987, Ljubljana.
Študiral je na likovnih akademijah v Zagrebu, na Dunaju in v Pragi, kjer je leta 1927 diplomiral.

## Življenjepis
Rojstni kraj Jeranovo pri Kamniku je s svojo slikovito okolico Maleša zaznamoval za vse življenje in ostal mu je zvest do zadnjih dni. Svet podob, v katere se je zagledal kot otrok, je nosil s seboj kamorkoli je šel. Najprej je obiskoval šolo v Ljubljani, nato v Zagrebu, na Dunaju in v Pragi, kjer je dobil svetovljansko širino in pogled v vse smeri likovnega ustvarjanja. Praga je zanj pomenila mnogo več kot konec študija in potrditev njegove usposobljenosti za slikarja in grafika. Praga je v njem prebudila in izoblikovala vse talente, ki so tleli v mladem kmečkem fantu. Vse spodbude, ki jih je tu sprejel, je kasneje na domačih tleh razvijal in spreminjal v delo. Delal je veliko in z velikim veseljem, zanj je bilo to kot igra. V slovensko duhovno življenje je prinesel nekaj duhovne razgibanosti tedanje Prage, popularizacijo umetnosti, sodoben likovni izraz, odlično grafiko, katero je želel dvigniti na raven slikarstva, ilustracijo, ustanovil prvo bibliofilsko založbo, izdajal takrat prvo umetniško revijo - Umetnost od 1936 do 1945, usmerjal je pisanje zanjo in iskal nove pisce, urejal revijo Ilustracija 1929/30, odprl trgovino - Umetniški salon, izdajal umetniške mape, zamenjaval, zbiral ter hranil umetniška dela. Ustvaril je, v sodelovanju z ženo Olgo, eno največjih umetniških zbirk v Sloveniji. Veliko je potoval po Evropi in bil informiran o vseh novostih na področju grafike ter slikarstva. Spremljal je tudi delo svojih sošolcev, prijateljev in znancev in stkal veliko tovarištev. Podobe ki so pritegnile njegovo pozornost z linijo, barvo, občutenjem, vsebino in so bile ubrane z njim, je želel imeti nekje blizu sebe. Tako je ohranil veliko del svoje generacije. Na razstavi v Mestni galeriji v Ljubljani, je bilo med 3. in 25. septembrom leta 1980 predstavljenih javnosti kar 430 del iz njegove zbirke. Velik del Maleševe ustvarjalnosti je kot donacija shranjen v Maleševi galeriji v Kamniku. Galerija redno pripravlja manjše preglede njegove ustvarjalnosti in del iz njegove zbirke. Na prelomu 2007 - 2008 so razstavljena dela slovenskih ustvarjalcev, od romantike in realizma, impresionizma in do Neodvisnih.
Njegova hči, arhitektka Travica Maleš Grešak (1941–2022), je na svojem domu v Rečici pri Laškem uredila posebno spominsko sobo, kjer je shranjen del bogate zapuščine Mihe Maleša, čigar opus obsega več kot 1200 slik ter vsaj 3500 risb in grafik.
Nečak Mihe Maleša je bil slovenski kipar Janez Boljka.

## Maleševo delovanje med obema  sv. vojnama
Od leta 1926 je Miha Maleš sodeloval na mnogih razstavah doma in v tujini, obiskoval je pravzaprav razstave po celi Evropi in tudi drugje po svetu. Razstavljal je v Pragi, Lvovu, Krakovu, Rimu, Zagrebu, Beogradu, Milanu, Parizu, Münchnu, Filadelfiji, Cincinnatiju in tudi drugje. Na razstavah so ga kritiki ocenjevali in označili za ekspresionista v črti in fauvista v barvi. Risba je bila pri Malešu vedno odlična, zato so tudi njegove grafike dosegale visoko kvaliteto v njej je vedno tudi opazna igrivost. Likovnim poudarkom grafik je dodal še program upodabljanja pomembnih Slovencev. Slike ki jih je ustvarjal, zlasti krajine so dekorativno učinkovite kot kakšno žlahtno vezenje in gosto tkana tapiserija. Barve, ki jih je uporabljal so bodisi ubrane, bodisi presunljive.

## Maleševo delovanje po drugi sv. vojni
Po letu 1945 je bil Miha Maleš dozorel in zgrajen grafik in slikar, vendar nekoliko odrinjen od nove akademije in revij. Njegove risbe, grafike in slike so kvalitetne, vendar se v njih oglašajo tragični toni, kot da so vsa dela obarvana v molu. Kruta vojna je zapustila posledice, ustvarjalec ni želel več spogledovanj z literaturo. V slikah je izginila igrivost, v grafikah veselost, postal je trpek, resen in strog.
Delal je še vedno veliko in od leta 1950 dalje razstavljal na samostojnih razstavah:
- 1950 - Trst, galerija Scorpione
- 1951 - Pariz, Agence Yugoslave d'Information
- 1953 - Heidelberg,
- 1957 - Praga,
- 1957 - Piran, Turistično društvo (se prenaša v Koper, Izolo in Postojno),
- 1957 - Zürich, Galerie Beno
- 1961 - Ženeva, Galerie Connaitre
- 1966 - Maribor, Razstavni salon Rotovž
- 1969 - Praga, Litoměřice, Olomuc,
- 1970 - Ljubljana, Mestna galerija (Maks Kavčič - Miha Maleš - Lajči Pandur)